# تروستیانتس

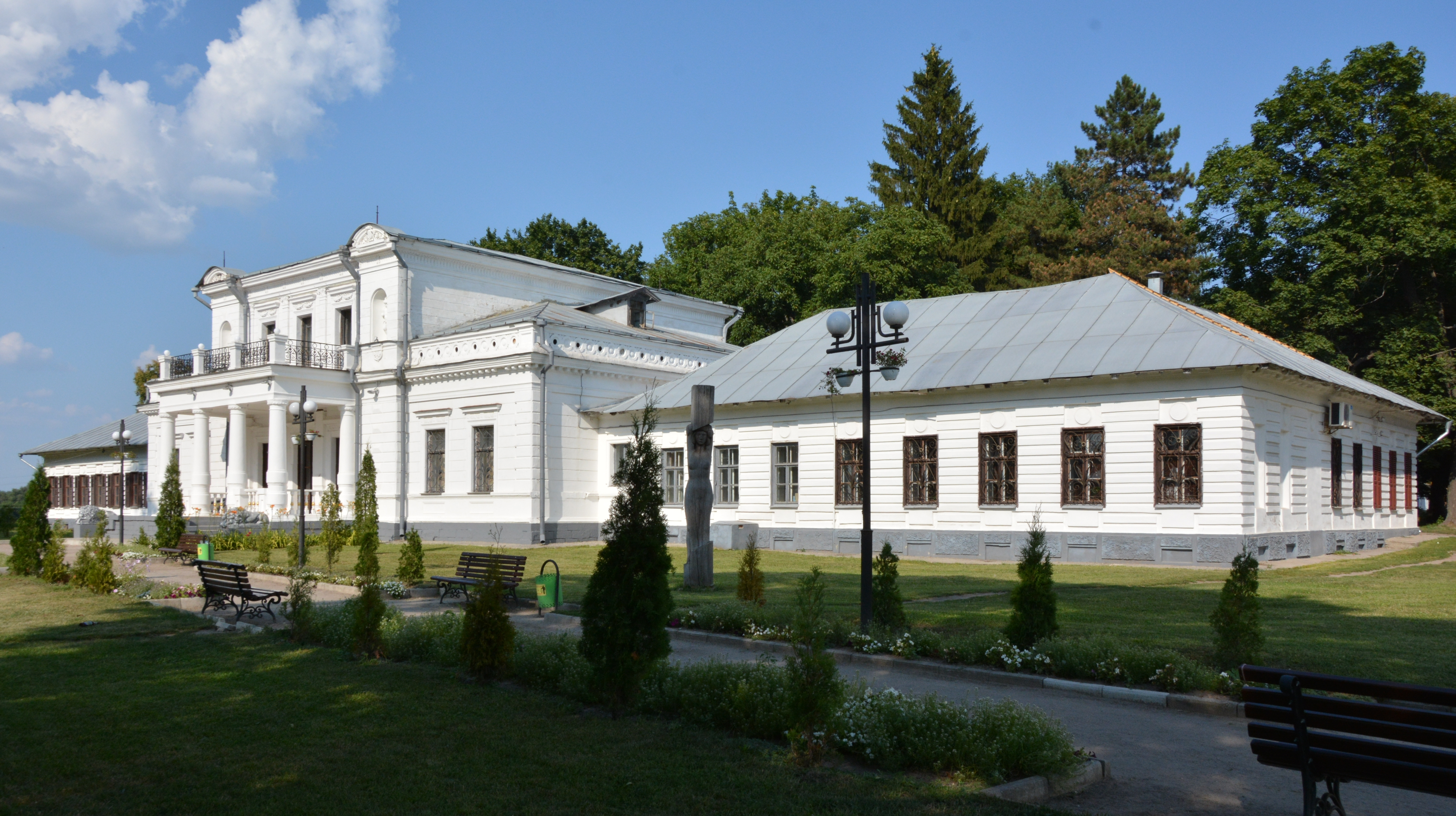
نمایی از عمارت باستانی «نادارژینسکی-گولیتسین‌ها» در تروستیانتس - ۲۰۱۴

تروستیانتس (به روسی: Тростянець) شهری در استان سومی در کشور اوکراین واقع شده‌است. جمعیت این شهر ۲۳٬۳۰۸ نفر است.